# Hyperboreomyzon garjaewi
Hyperboreomyzon garjaewi (лат.) — вид плоских пиявок (Glossiphoniidae), относящийся к монотипному роду Hyperboreomyzon.

## Название
Название рода представляет собой компиляцию греческих слов Ὑπερβορεία (Гиперборея, мифическая земля на Крайнем севере) и μυζᾰ́ω (сосать, присасываться; этот же корень используется в названии близкородственного рода плоских пиявок Theromyzon). 
Изначально виду был присвоен видовой эпитет polaris, указывающий на полярное местообитание этого вида. В дальнейшем была показана конспецифичность (принадлежность к одному виду) исследованных экземпляров с образцами, описанными Николаем Ливановым как Protoclepsis garjaewi, в связи с чем, в соответствии с Международным кодексом зоологической номенклатуры, была образована новая комбинация (comb. nov.) Hyperboreomyzon garjaewi.
Род Protoclepsis был учреждён Ливановым и получил это название в силу большей «примитивности» (греч. «πρῶτος»  ‘первый’) отдельных морфологических признаков представителей рода по сравнению с другими группами (например, Hemiclepsis). На настоящий момент этот род расформирован, его представители отнесены к родам Theromyzon и Hyperboreomyzon. 
Видовой эпитет garjaewi был присвоен этому виду в честь коллеги Ливанова, Владимира Гаряева, который обнаружил и собрал экземпляры этого вида.
В новостных изданиях на русском языке название вида Hyperboreomyzon polaris (признанное младшим синонимом Hyperboreomyzon garjaewi) адаптируется как «гипербореомизон полярный» или «полярная гиперборейская пиявка».

## Описание

### Внешний вид
Пиявка среднего размера (до 20,6 мм), тело массивное удлинённое, веретенообразное. Окраска тела известна только по фиксированным в этаноле образцам. Спинная сторона от тёмно-зелёной до коричневой, пятнистая, выпуклая. Окраска формируется благодаря плотным коричневым пигментным клеткам. Брюшная сторона светлее, также пятнистая, со светло-жёлтой медиальной линией, слегка вогнутая. Молодые особи светлые, почти белые, с отдельными, но многочисленными коричневыми хроматофорами.
Тело и задняя присоска покрыты многочисленными сосочками, образующими 3 пары рядов: парамедиальные, парамаргинальные и краевые. Поверхность сосочков пигментирована круглыми пятнами жёлтого или оранжевого цвета. Ряды сосочков простираются от V до XVI сегментов. Также всё тело (и даже задняя присоска) покрыто более мелкими сосочками, разбросанными хаотично.

### Сегментация
Тело сегментированное. Первый сегмент сливается с головной лопастью (простомиумом), сегменты II—IV и XXVII состоят из одного кольца, сегменты V и XXV—XXVI — из двух колец (V образует задний край передней присоски), сегменты VI—XXIV — из трёх колец. Суммарно тело состоит из 68 первичных колец. Вместе с тем, в сегментах XII—XXIII каждое из трёх первичных колец дополнительно подразделяется бороздкой на два вторичных кольца, так что можно говорить о наличии 6 колец в этих сегментах (эта особенность, помимо Hyperboreomyzon garjaewi, показана только для Actinobdella и 6 видов Helobdella, но не для Theromyzon).

### Глаза
Глаз три пары, передняя пара располагается на II сегменте, вторая — на 1 кольце V сегмента, задняя — на 2 кольце VI сегмента. Глаза маленькие, округлые, передняя пара крупнее остальных. У молодых особей глаза первой пары и глаза второй пары слиты друг с другом в единые глазные пятна.
В первоначальном описании, данном Ливановым в 1902 году, указывалось наличие у вида 4 пар глаз (на основании чего, в частности, вид был отнесён к роду Protoclepsis). Доподлинно неизвестно, с чем связана эта ошибка. По предположению исследователей, глаза были плохо заметны на фиксированных образцах, которые были доступны Ливанову, в связи с чем он «восстановил» их количество в соответствии со своими представлениями на основании сходства с другими видами предполагаемого рода. 
В описании «Hyperboreomyzon polaris» в качестве нового вида по другой серии типовых экземпляров, указывалось наличие у вида 2 пар глаз. В дальнейшем это описание было признано ошибочным тем же коллективом авторов. Предполагается, что глаза 2-й пары у этих экземпляров также оказались неразличимы после фиксации, в связи с чем были указаны признаки только для глаз 1-й и 3-й пар.

### Анатомическое строение

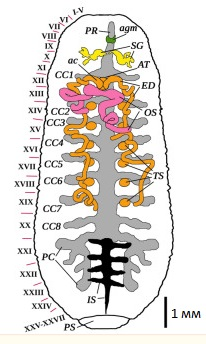
Анатомия Hyperboreomyzon. PR — proboscis sheath (оболочка хобота), SG — salivary glands (слюнные железы), CC — pairs of crop caeca with their numbers (парные карманы желудка и их номера), PC — the last pair of crop caeca, posterior caeca (последняя, задняя пара карманов желудка), IS — intestine (кишечник), AN — anus (анус), AT — atrium (атриум), ED — ejaculatory ducts (семяизвергательные каналы), TS — testisacs with their numbers (семенные мешки и их номера), OS — ovisacs (яйцевые мешки), PS — posterior sucker (задняя присоска), ac —atrial cornua (рога атриума), agm — anterior ganglionic mass (передняя ганглионарная масса).

Имеется мускулистый хобот. Отверстие хобота открывается массивной складкой ближе к переднему краю ротовой присоски. Пищевод узкий. Слюнные железы парные, компактные, массивные, изогнутые, располагаются в X сегменте. Каждая слюнная железа в дистальном отделе образует 2—3 слепых отростка. Желудок с девятью парами карманов (отростков), карманы последней пары ветвятся, образуя 4 слепых отростка. Кишечник также образует 4 пары коротких карманов.
Гермафродиты. Имеются семенные и яйцевые мешки. Мужское и женское половые отверстия (гонопоры) разделены 2 кольцами (мужская гонопора расположена между XI и XII сегментами, женская — на XII сегменте), оба отверстия располагаются в межколечных бороздках. 
Семенных мешков 6 пар, они находятся на границах сегментов XIII/XIV—XVIII/XIX. Парные семявыносящие протоки тонкие, длинные, простираются вплоть до XIX сегмента. Парные семяизвергательные каналы длинные, извитые, с тонкими стенками, располагаются в сегментах XII—XIV. Рога атриума (расширения вблизи мужского полового отверстия) вытянутые, сужающиеся дистально, направлены в стороны. Атриум сферической формы.
Размножение ни разу не наблюдалось.

## Образ жизни
По-видимому, Hyperboreomyzon garjaewi является холодолюбивым видом. Встречается в арктических широтах, а также в водоёмах в горах на высоте 1750—2200 м над уровнем моря и на Байкале.
Водоёмы, в которых встречен этот вид, экологически разнообразны. Hyperboreomyzon garjaewi известна по находкам из высокогорных озёр, из крупных луж в тундре. Вместе с тем, она также встречается в проливе Малое море на Байкале на глубине предположительно до 20—50 м и в небольших озерцах, соединяющихся с этим проливом. 
Пиявка ни разу не была обнаружена в питающемся состоянии. Однако, удалось произвести ДНК-анализ содержимого желудка одного сытого экземпляра и показать, что объектом её питания была кровь шилохвости (Anas acuta) — одной из гнездящихся в ареале Hyperboreomyzon garjaewi водоплавающих птиц. Питание кровью птиц сближает этот вид с представителями рода Theromyzon (также известного под невалидным названием Protoclepsis). 
Известно, что и в середине июля, и в середине августа популяции этого вида состоят как из взрослых, так и из неполовозрелых особей, а также из совсем молодых (ювенильных) форм приблизительно в одинаковых соотношениях. Ювенильные формы, подобно другим плоским пиявкам, были обнаружены на брюшной стороне родительской особи, что означает, что размножение длится на протяжении всего тёплого времени года. Предполагается, что для Hyperboreomyzon garjaewi характерен однолетний жизненный цикл.
Вид относится к числу редких и спорадических. Предполагается, что распространению этого вида как холодолюбивого может угрожать глобальное изменение климата.

## Распространение
Впервые особи Hyperboreomyzon garjaewi были обнаружены на Байкале Владимиром Гаряевым и другими, в том числе неизвестными сборщиками (1899—1900). В качестве точек сбора указывается южная часть озера — вблизи посёлка (тогда деревни) Голоустное и в проливе Малое Море между островом Ольхон и устьем реки Курма. Множество экземпляров было обнаружено в небольшом озере, соединённым с Малым Морем, вблизи устья Курмы. Экземпляр этого вида был повторно обнаружен в Малом Море (бухта Улирба) в 2015 году. 
Практически одновременно, в 1901 году, представители Hyperboreomyzon garjaewi были собраны географом-путешественником Павлом Игнатовым в водоёмах Алтая. Впоследствии в этом же регионе вид повторно обнаружен в 1907 году, а также в 2023 году в небольших озёрах Джулукульской котловины и в озере недалеко от села Кош-Агач. Популяция Джулукульской котловины обитает на территории ООПТ Алтайского природного заповедника, в связи с чем исследователями предлагается включить Hyperboreomyzon garjaewi в число приоритетных видов для ежегодного мониторинга состояния популяции.
Помимо этого, вид известен по единичным находкам на острове Колгуев (Баренцево море) и на плато Путорана (Среднесибирское плоскогорье). Столь удалённые точки сбора свидетельствуют о широком, но фрагментированном ареале вида.

## Таксономия
Принадлежит к подсемейству Glossiphoniinae плоских пиявок (Glossiphoniidae). Согласно молекулярным данным, ближайшими родами являются Hemiclepsis, Theromyzon и Placobdelloides. Основываясь на морфологии вида, авторы описания предполагают возможное родство с Actinobdella, однако доказать или опровергнуть эту гипотезу пока невозможно в связи с тем, что последняя ни разу не была отсеквенирована и последовательности её ДНК неизвестны.
Вид был описан как новый независимо дважды — в 1902 году в качестве Protoclepsis garjaewi и в 2022 году в качестве Hyperboreomyzon polaris. В дальнейшем была показана конспецифичность экземпляров, ставших основой этих описаний. При этом была показана уместность выделения этого вида в отдельный род Hyperboreomyzon, однако, в соответствии с принципом приоритета, за видом был сохранён более ранний видовой эпитет garjaewi. Так как различные описания базировались на различных сериях типовых экземпляров, следует говорить о субъективной синонимии Hyperboreomyzon garjaewi и Hyperboreomyzon polaris.
Из исходной серии, исследованной Ливановым (не установившим голотип для этого вида) сохранилось только 2 особи, одна из которых была установлена в качестве лектотипа, вторая — в качестве паралектотипа. Оба экземпляра хранятся в Зоологическом музее и гербарии имени Э. А. Эверсмана (Казань). 
Серия экземпляров, описанных как Hyperboreomyzon polaris, насчитывает 3 особи, одной из которых был присвоен статус голотипа, ещё 2 — паратипов для этого описания. Все экземпляры экспонируются в Российском музее центров биоразнообразия.
Экземпляры, обнаруженные Игнатовым в 1902 году, были ошибочно подписаны как «Hemiclepsis tesselata»; в дальнейшем представители этого вида также неправильно идентифицировались как Theromyzon tessulatum (1907) или Theromyzon sp. (2015).
В 1939 году Беннике описал из Западной Гренландии новый подвид, который отнёс к Theromyzon garjaewi (как он называл этот вид), присвоив ему название Theromyzon garjaewi groenlandicum. Однако эта пиявка обладает 4 парами глаз и «без сомнения относится к роду Theromyzon». Данные молекулярной филогении для этих находок отсутствуют, местоположение типовых экземпляров неизвестно. Предложено считать эти сборы отдельным видом Theromyzon groenlandicum Bennike, 1939 stat. rev., не имеющим отношения к Hyperboreomyzon garjaewi.  
Аналогично, указанные в 1938 году Брууном в сборах из Исландии в качестве Theromyzon garjaewi особи на настоящий момент трактуются как Theromyzon maculosum.